# Курманівська волость
Курманівська волость — адміністративно-територіальна одиниця Роменського повіту Полтавської губернії з центром у селі Курмани.
Станом на 1885 рік складалася з 8 поселень, 6 сільських громад. Населення — 6796 осіб (3372 чоловічої статі та 3424 — жіночої), 983 дворових господарства.
|                     | Площа, десятин | У тому числі орної, дес. |
| ------------------- | -------------- | ------------------------ |
| Сільських громад    | 6002           | 5084                     |
| Приватної власності | 3216           | 1904                     |
| Іншої власності     | 329            | 305                      |
| Загалом             | 9547           | 7293                     |

Основні поселення волості:
- Курмани — колишнє власницьке село при річці Сула за 28 верст від повітового міста, 1949 осіб, 291 двір, православна церква, школа, богодільня, 4 постоялих будинки, 20 вітряних млинів, 5 маслобійних заводів, 3 ярмарки на рік.
- Березняки — колишнє власницьке село при річці Сула, 1220 осіб, 155 дворів, постоялий будинок, 12 вітряних млинів, 2 маслобійних заводи.
- Костянтинів — колишнє власницьке містечко при річці Сула, 1120 осіб, 161 двір, православна церква, 2 постоялих будинки, 13 вітряних млинів, 2 маслобійних заводи.
- Кулішівка — колишнє власницьке село при річці Хустка, 890 осіб, 140 дворів, православна церква, постоялий будинок, 23 вітряних млини, маслобійний завод.
- Малі Будки — колишнє власницьке село при річці Бишкіль, 1212 осіб, 171 двір, православна церква, 2 постоялих будинки, 17 вітряних млини, 2 маслобійних заводи.

Старшинами волості були:
- 1900 року — селянин Тимофій Артемович Сердюк[2];
- 1904—1907 роках — відставний унтер-офіцер Трохим Ігнатович Коваленко[3],[4],[5];
- 1913 року — Степан Петрович Зеленський[6];
- 1915—1916 роках — Микола Миколайович Панасенко[7],[8].